# Anton Bucheli
Anton Bucheli, né le 14 septembre 1929 à Lucerne et mort le 8 juin 2020, est un ancien arbitre suisse de football, basé à Lucerne. Il a été arbitre international de 1962 à 1974.

## Carrière
Il a officié dans des compétitions majeures : 
- Coupe de Suisse de football 1965-1966 (finale)
- Coupe d'Europe des vainqueurs de coupe de football 1970-1971 (finale rejouée)